# Toda la familia trabaja
Toda la familia trabaja (en japonés: はたらく一家, romanizado: Hataraku ikka) es una película dramática japonesa de 1939 escrita y dirigida por Mikio Naruse y protagonizada por Musei Tokugawa y Noriko Honma en los papeles principales. Está basada en una novela de Sunao Tokunaga.

## Sinopsis
La familia trabajadora Ishimura, que vive al borde de la pobreza, depende de los salarios del padre y de sus tres hijos mayores, Kiichi, Genji y Noboru, quienes se convirtieron en trabajadores de fábrica inmediatamente después de terminar la escuela primaria. Su hijo mayor, Kiichi, no ve perspectivas de ascenso ni de aumento de sueldo en su trabajo, lo que significa que nunca podría mantener una familia propia, y expresa su deseo de ir a una escuela superior. Mientras que su madre se opone a su plan, que resultaría en una disminución de los ingresos de la familia, su padre se debate entre la necesidad financiera y la felicidad de su hijo. 
El señor Ishimura consulta al maestro Ogawa y le explica que si permite que Kiichi siga sus ambiciones, tendrá que permitir que sus otros hijos también hagan lo mismo. Durante una reunión familiar, moderada por Ogawa, el señor Ishimura anuncia que aceptará las decisiones de sus hijos. Mientras Kiichi le asegura a Ogawa que trabajará duro y sus hermanos menores se regocijan, los padres parecen preocupados.

## Elenco
- Musei Tokugawa como el Sr. Ishimura
- Noriko Honma como la Sra. Ishimura
- Akira Ubukata como Kiichi
- Kaoru Itō como Genji
- Seikichi Minami como Noboru
- Takeshi Hirata como Eisaku
- Den Ohinata como Ogawa, el profesor
- Sumie Tsubaki como Mitsuko

## Recepción
La biógrafa de Naruse, Catherine Russell, cita está película junto con Sinceridad también de 1939, como las dos películas claves del director de este período y el «vínculo entre el Shomin-geki de Naruse de antes y después de la guerra».
La película se proyectó en Estados Unidos como parte de una retrospectiva de Naruse en 1985, organizada por el Kawakita Memorial Film Institute y el estudioso del cine Audie Bock.